# جوش إيلدر
جوش إيلدر (بالإنجليزية: Josh Elder)‏ هو كاتب أمريكي، ولد في 17 مايو 1980 في كرمي في الولايات المتحدة.